# Сеџвик (Алберта)
Сеџвик (енгл. Sedgewick) је малена варошица у централном делу канадске провинције Алберта у оквиру статистичке регије Централна Алберта. 
Варошица се налази 83 км источно од града Камроуз на раскрсници регионалних ауто-путева 13 и 869. 
Према попису становништва из 2011. у вароши је живело 857 становника у укупно 413 домаћинстава, што је за 3,8% мање у односу на 891 житеља колико је регистровано на попису из 2006. године.

## Становништво
| 2006. | 2011. |
| ----- | ----- |
| 891   | 857   |